# Evolucija (2001.)
Evolucija (eng. Evolution) je američka znanstveno fantastična komedija iz 2001. Film režisera Ivana Reitmana je temeljen na priči koju je Don Jacoby prvo napisao a potom i pretvorio, u suradnji s Davidom Diamondom i Davidom Weissmanom, u kazališnu predstavu. Također, postoji i animirana serija pod nazivom »Alienatori: Nastavak evolucije« (eng. Alienators), koja je bila bazirana na filmu.

## Radnja
Ira Kane i Harry Block otkrivaju izvanzemaljski organizam u asteroidu koji je pao na Zemlju. Iako je u početku taj organizam izgledao tek kao obična sluz, vremenom iz sluzi je nastalo mnoštvo različitih bića, među kojima i vrste primata i pterodaktila koji prijete malenom usnulom gradu po imenu Glen Canyon. Uskoro vlada i vojska, predvođena Russellom Woodmanom i Allison Reed, ljudima koji dobro poznaju Iru Kane, dolaze na mjesto događaja, pri čemu dotični pokušavaju sve staviti pod kontrolu. Nažalost, izvanzemaljci brzo mutiraju kada ih se zapali, pa vladina metoda uništavanja izvanzemaljskog oblika života zapravo ubrzava njihov rast i na kraju sav teret spašavanja pada na Kanea i nekoliko njegovih prijatelja. Ubrzo, oni otkrivaju kako je selen, sastojak koji se može pronaći u nekim "Head & Shoulders" šamponima, otrovan vanzemaljcima kao što je arsen otrovan ljudima.

## Glavne uloge
- David Duchovny kao Dr.Ira Kane
- Julianne Moore kao Dr.Allison Reed, CDC
- Seann William Scott kao Wayne Grey
- Orlando Jones kao profesor Harry Phineas Block
- Ted Levine kao general Russell Woodman
- Ethan Suplee kao Deke
- Michael Bower kao Danny
- Pat Kilbane kao policajac Sam Johnson
- Ty Kilbane kao Flemming
- Dan Aykroyd kao guverner Lewis
- Katharine Towne kao Nadine
- Gregory Itzin kao Barry Cartwright
- Ashley Clark kao Cryer
- Michelle Wolff kao Carla
- Sarah Silverman kao Denise

## Propusti
U sceni kada djevojka krade odjeću, ona odijeva crveni »top«, no on je nekoliko trenutaka poslije opet na zidu, pa je potom opet na njoj, pa je ponovo na zidu.
U situaciji kada Wayne baca šibicu u kolibu kako bi zapalio vatru, unatoč tome što se šibica vidljivo odbila o okvir prozora, vatra je ipak zapaljena.
U sceni kada se šampon istače u vanzemaljca kako bi ga se ubilo, crijevo kroz koje dolazi šampon je još uvijek spljošteno i prazno.
Vrijeme na digitalnom satu iza guvernera vidljivo skače između setova.

## Glazba iz filma
1. The Meteor
2. Cells Divide
3. In The Hall By The Pool
4. The Army Arrives
5. The Ira Kane?
6. Fruit Basket For Russell Woodman
7. The Water Hazard
8. Burgled
9. The Forest
10. The Cave Waltz
11. Blue Fly
12. Cutie Pie
13. Animal Attack
14. Dino Valley
15. The Mall Chase
16. Monitors Out
17. Room For One More
18. Fire
19. Selenium
20. The Fire Truck
21. The Amoeba Emerges
22. To Go Where No Man Has Gone Before
23. Our Heroes

## Vanjske poveznice
- Evolucija u internetskoj bazi filmova IMDb-a
- Evolucija na Rotten Tomatoes
- Evolucija na Box Office Mojo